# Belcodène
Belcodène ist eine französische Gemeinde mit 1978 Einwohnern (Stand 1. Januar 2022) im Département Bouches-du-Rhône in der Region Provence-Alpes-Côte d’Azur.

## Geografie
Die Höhe variiert zwischen 297 und 450 Metern über Normalnull.

## Geschichte
Am 13. Juni 2010 lehnten die Bewohner von Belcodène mit 97,92 Prozent der Stimmen den Beitritt zur Communauté urbaine Marseille Provence Métropole ab.

## Verkehr
Die A52 führt durch das Gemeindegebiet.

## Bevölkerungsentwicklung

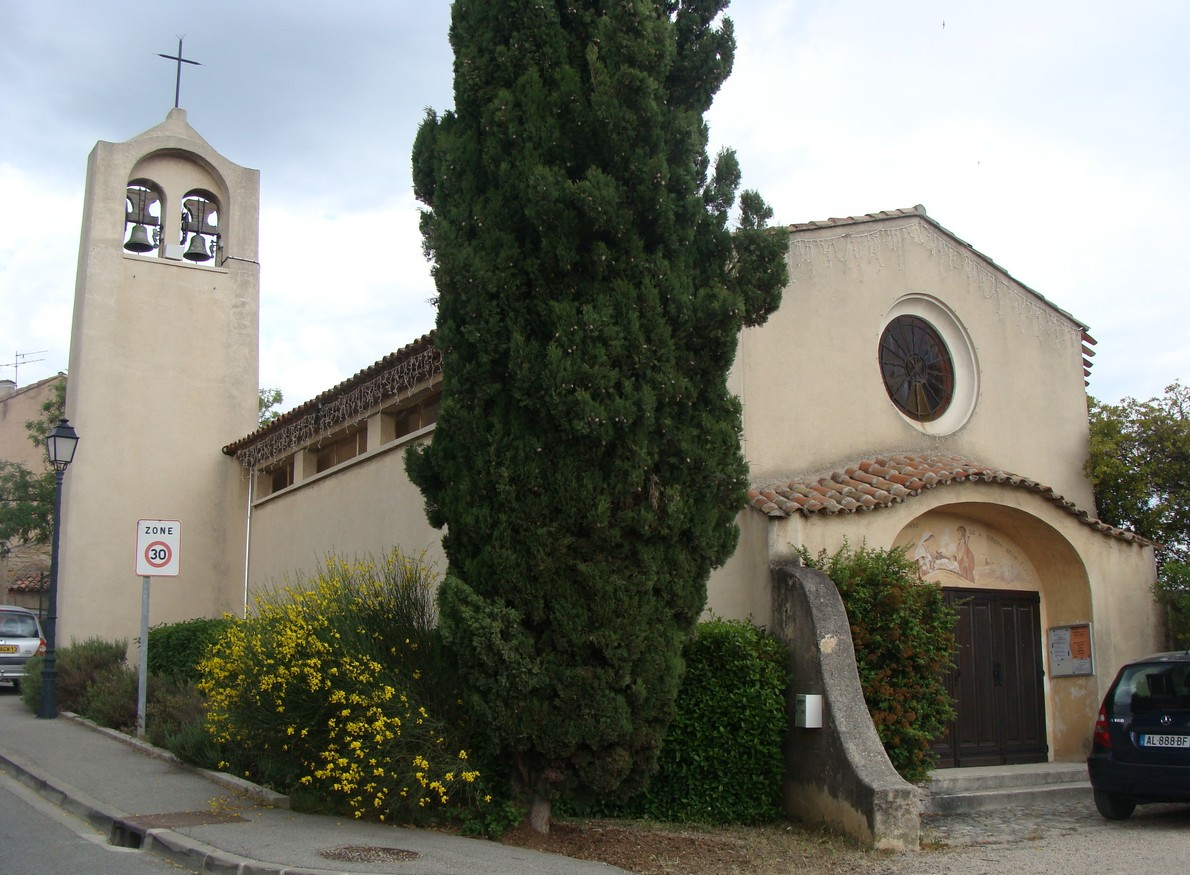
Kirche Saint-Jacques-le-Mineur

| Jahr      | 1962 | 1968 | 1975 | 1982 | 1990 | 1999 | 2008 | 2016 |
| Einwohner | 131  | 195  | 327  | 542  | 865  | 1436 | 1743 | 1902 |